# Sé (Lisboa)
A Sé é uma parte da cidade de Lisboa, e também era uma das dez freguesias portuguesas do concelho de Lisboa, com 0,12 km² de área e 910 habitantes (2011). Densidade populacional: 7 583,3 hab/km².
Era uma das freguesias de Portugal com menor extensão territorial, apesar de ter agregado a antiga freguesia de São João da Praça (extinta em 24 de dezembro de 1885).
Como consequência de uma reorganização administrativa, oficializada a 8 de novembro de 2012 e que entrou em vigor após as eleições autárquicas de 2013, foi determinada a extinção da freguesia, passando o seu território a integrar a nova freguesia de Santa Maria Maior.

## População
★ No censo de 1864 pertencia ao Bairro do Rossio. Os seus limites actuais foram fixados pelo decreto-lei nº 42.142, de 07/02/1959

| Nº de habitantes | Nº de habitantes | Nº de habitantes | Nº de habitantes | Nº de habitantes | Nº de habitantes | Nº de habitantes | Nº de habitantes | Nº de habitantes | Nº de habitantes | Nº de habitantes | Nº de habitantes | Nº de habitantes | Nº de habitantes | Nº de habitantes | Nº de habitantes |
| ---------------- | ---------------- | ---------------- | ---------------- | ---------------- | ---------------- | ---------------- | ---------------- | ---------------- | ---------------- | ---------------- | ---------------- | ---------------- | ---------------- | ---------------- | ---------------- |
| 1864             | 1878             | 1890             | 1900             | 1911             | 1920             | 1930             | 1940             | 1950             | 1960             | 1970             | 1981             | 1991             | 2001             | 2011             |                  |
| 4550             | 5279             | 5901             | 6055             | 6255             | 6326             | 5992             | 6291             | 6164             | 4588             | 2525             | 2800             | 1926             | 1160             | 910              |                  |
|                  | +16%             | +12%             | +3%              | +3%              | +1%              | -5%              | +5%              | -2%              | -26%             | -45%             | +11%             | -31%             | -40%             | -22%             |                  |

|     | 0-14 anos | 15-24 anos | 25-64 anos | 65 e + anos |
| Hab | 88 \| 99  | 138 \| 62  | 589 \| 535 | 345 \| 214  |
| Var | +13%      | -55%       | -9%        | -38%        |

## Património
- Ruínas do Teatro Romano
- Igreja de São João da Praça
- Casa dos Bicos ou Casa de Brás de Albuquerque
- Sé de Lisboa, Sé-Catedral de Lisboa
- Igreja de Santo António de Lisboa ou Igreja de Santo António à Sé e sacristia
- Chafariz d'El-Rei

## Ilustres da Freguesia
- Santo António, Frade Franciscano, primeiro Doutor da Igreja e notável pregador que viveu na viragem dos séculos XII e XIII.

## Turismo
Outro património cultural e edificado: Estudos Judiciários, Aljube.
Actividades económicas: Comércio, indústria hotelaria e serviços.
Festas e romarias: Santo António (13 de Junho) e Santa Maria Maior (5 de Agosto)
Outros locais de interesse turístico: Campo das Cebolas (termimal de Camionagem) e Zona Ribeirinha.
Colectividades: Lusitano Clube, Casa Regional de Arcos de Valdevez, Associação N.ª Sra. do Bom Conselho e Teatro Gota.

## Arruamentos
A freguesia da Sé continha 40 arruamentos. Eram eles:
| - Arco da Conceição - Arco das Portas do Mar - Arco de Jesus - Arco Escuro - Beco da Caridade - Beco do Arco Escuro - Beco do Marquês de Angeja - Beco do Quebra Costas - Beco dos Armazéns do Linho - Calçada do Correio Velho - Campo das Cebolas - Cruzes da Sé - Escadinhas das Portas do Mar - Largo da Sé | - Largo de Santo António da Sé - Largo de São Martinho - Largo do Marquês do Lavradio - Largo Júlio Pereira - Largo Terreiro do Trigo - Pátio Afonso de Albuquerque - Rua Afonso de Albuquerque - Rua da Alfândega - Rua da Judiaria - Rua da Padaria - Rua da Saudade - Rua das Canastras | - Rua das Pedras Negras - Rua de Augusto Rosa - Rua de São João da Praça - Rua de São Mamede - Rua do Barão - Rua do Cais de Santarém - Rua dos Bacalhoeiros - Travessa das Merceeiras - Travessa de Santo António da Sé - Travessa de São João da Praça - Travessa do Almargem - Travessa do Chafariz de El-Rei - Travessa dos Machados |

Existem ainda, nos limites da antiga freguesia, outros 3 arruamentos reconhecido pela Câmara, mas não geridos directamente por esta:
- Acesso Estação Fluvial do Terreiro do Paço[4]
- Pátio do Aljube (Rua de Augusto Rosa, 42)
- Pátio Marechal (Travessa das Merceeiras, 27)